# Barrio San Joaquín el Junco
Barrio San Joaquín el Junco är ett samhälle i Mexiko, tillhörande kommunen Ixtlahuaca i den västra delen av delstaten Mexiko. Orten hade 2 952 invånare vid folkräkningen 2010.